# Greenea commersonii
Greenea commersonii là một loài thực vật có hoa trong họ Thiến thảo. Loài này được (Korth.) Tange ex Ruhsam mô tả khoa học đầu tiên năm 2008.